# 卡塔利娜·莱尔卡罗

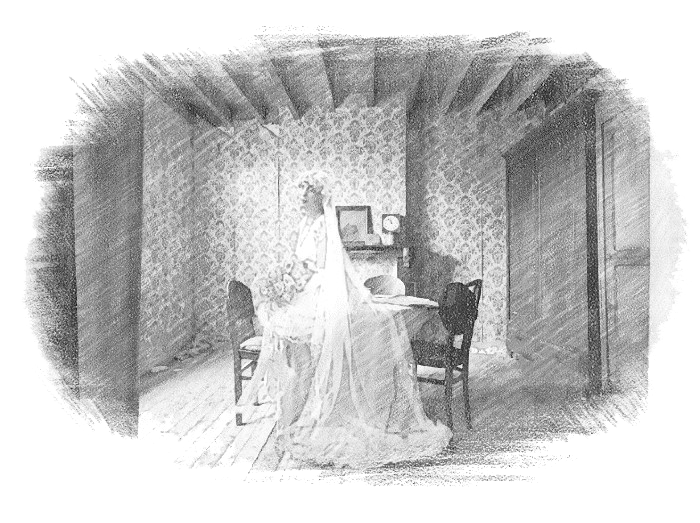
卡塔利娜·萊卡羅鬼魂的現代再現。

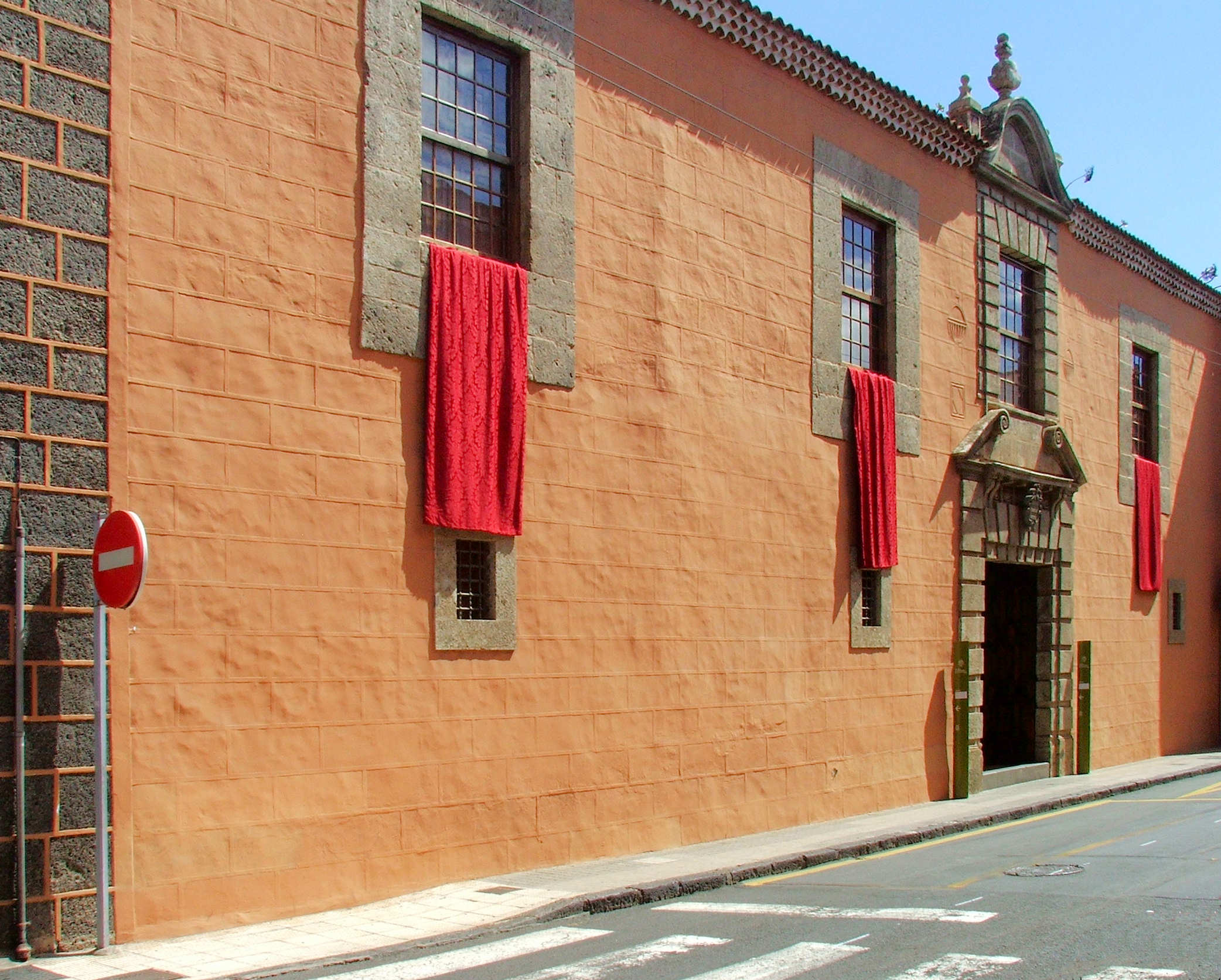
莱尔卡罗家族府邸，现为特内里费历史博物馆。

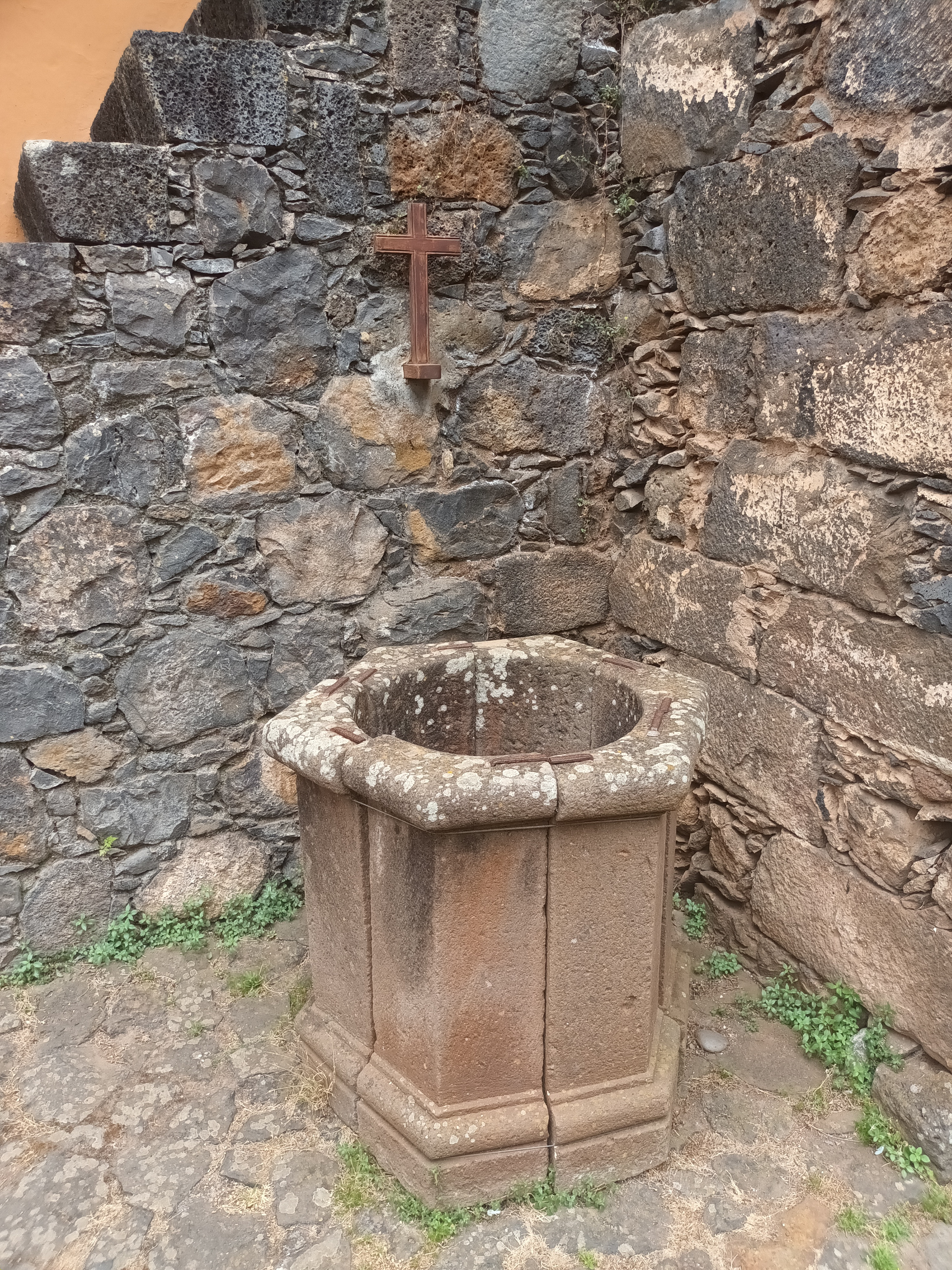
她就是在这里自杀的。

卡塔利娜·莱尔卡罗（西班牙語：Catalina Lercaro）是生活在16世纪西班牙加那利群岛特内里费岛圣克里斯托瓦尔-德拉拉古纳市一个显赫的意大利裔加那利家族中的一名女子。
莱尔卡罗家族是一个在西班牙征服加那利群岛后定居在特内里费岛的显著热那亚家族。安东尼奥·莱尔卡罗的女儿卡塔利娜被迫嫁给一位居高富有年长男人，但卡塔利娜并不满意这段权宜婚姻。于是她决定在婚礼当天跳入家族府邸（此府邸在1993年后设为特内里费历史博物馆）大院中的水井而自杀身亡。由于天主教会反对为自杀的人按教会礼仪安葬在教会墓地里，传说中卡塔利娜的尸体被认为是埋在府邸中的一个房间里。由于这些事件莱尔卡罗家族后来搬到岛上另一城市拉奥罗塔瓦去了。从这开始，很多人声称看到过卡塔利娜的鬼魂在博物馆的大厅里行走。
现今卡塔利娜·莱尔卡罗是加那利群岛上最为著名的鬼魂，在西班牙也广为传播。她曾居住过的府邸也是群岛上著名的“鬼魂附体的府邸”。